# Kazuo Echigo
Kazuo Echigo (Prefectura de Mie, 28 de desembre de 1965) és un futbolista japonès que disputà sis partits amb la selecció japonesa.